# Internationella matematikerkongressen 2010
Internationella matematikerkongressen 2010 var den tjugosjätte Internationella matematikerkongressen. Den hölls i Hyderabad i Indien från 19 augusti till 27 augusti 2010.
Chern-medaljen och Leelavati-priset delades ut för första gången vid denna kongress.
Indiens president, Pratibha Patil, startade öppningsceremonin och delade ut priserna.

## Utmärkelser
Fields-medaljer delades ut till Elon Lindenstrauss, Ngô Bảo Châu, Cédric Villani och Stanislav Smirnov. Daniel Spielman vann Nevanlinna-priset och Yves Meyer vann Gauss-priset. Chern-medaljen gick till Louis Nirenberg. Simon Singh fick Leelavati Award.